# 미하일 로스토프체프
미하일 이바노비치 로스토프체프(Mikhail Ivanovich Rostovtzeff) 또는 로스토프체프(Rostovtsev, 러시아어: Михаи́л Ива́нович Росто́вцев; 1870년 November 10(율리우스력 October 29) – 1952년 10월 20일)는 19세기와 20세기에 걸쳐 활동하며 고대 로마 및 고대 그리스 역사에 대한 중요한 저작을 남긴 러시아 역사가이다. 그는 1935년에 미국역사협회 회장을 역임했다. 그는 또한 러시아 과학 아카데미, 미국 예술 과학 아카데미, 미국철학학회의 회원이기도 했다.

## 경력
로스토프체프는 라틴어 교사의 아들이었다. 키예프 대학교와 상트페테르부르크 대학교에서 학업을 마친 후, 로스토프체프는 국립 상트페테르부르크 대학교에서 1898년부터 1918년까지 조교수로 재직한 후 정교수가 되었다. 1918년 러시아 혁명 이후, 그는 스웨덴으로, 그 다음에는 영국으로, 마지막으로 1920년에는 미국으로 이주했다. 그곳에서 그는 위스콘신 대학교 매디슨에서 학과장직을 수락했고, 1925년에는 예일 대학교로 옮겨 1944년 은퇴할 때까지 가르쳤다. 그는 후자 기관의 모든 고고학 활동, 특히 두라 에우로포스 발굴을 감독했다. 그는 "카라반 시티"라는 용어를 만든 것으로 여겨진다.
러시아에서 일하는 동안, 로스토프체프는 남부 러시아와 우크라이나의 고대사에 대한 권위자가 되었다. 그는 이 주제에 대한 자신의 지식을 『남부 러시아의 이란인과 그리스인』(1922)과 『스키티아와 보스포루스』(1925)에 요약했다. 예일 대학교에서 그의 가장 중요한 고고학적 발견은 『두라-유로포스와 그 예술』(1938)에 기술되어 있다.
글렌 보어써크는 로스토프체프의 견해가 서른 살 무렵에 대부분 형성되었고, 나중에 실행의 질에서만 주로 발전하여 그를 "19세기 고대 역사가의 마지막"으로 만들었다고 평했다. 로스토프체프는 쉽게 어울리지 못하는 자랑스럽고 약간 압도적인 사람으로 알려져 있었다. 말년에 그는 우울증을 앓았다.

## 로마 제국의 사회 경제사
로스토프체프의 주목할 만한 이론, 특히 로마 제국의 붕괴에 관한 이론은 『로마 제국의 사회 경제사』(1926)에 상세히 설명되어 있다. 러시아 혁명에서 도피한 경험으로 인해 그는 로마 제국의 붕괴를 기원후 3세기에 농촌 프롤레타리아와 군부 간의 동맹 때문으로 돌렸다. 로스토프체프 자신은 마르크스주의자가 아니었음에도 불구하고, 그의 저서에서 프롤레타리아, 부르주아지, 자본주의와 같은 용어를 자유롭게 사용했으며, 이러한 용어들이 고대 세계에 반드시 적용되지 않는 곳으로 도입되면서 비판을 받았다.
로스토프체프의 이론은 저자 자신의 경험에 기반한 것으로 빠르게 이해되었고, 학계에서는 그만큼 빠르게 거부되었다. 보어써크는 나중에 이 책을 "1918년 이전의 학문적 훈련과 취향이 1918년 이후의 개인적 경험 및 성찰과 결합된 결과"라고 묘사했다. 그러나 동시에 이 저작의 제작에 수반된 상세한 학문성은 동시대인들에게 깊은 인상을 주었으며, 그는 고고학적 증거와 문헌 자료를 통합한 최초의 학자 중 한 명이었다.

## 선택된 출판물

### 논문
- Rostovtzeff, M. (1919). 《Queen Dynamis of Bosporus》. 《The Journal of Hellenic Studies》 39. 88–109쪽. doi:10.2307/624874. JSTOR 624874. S2CID 163237568.
- Rostovtzeff, M. (1919). 《Ancient decorative wall-painting》. 《The Journal of Hellenic Studies》 39. 144–163쪽. doi:10.2307/624878. JSTOR 624878. S2CID 163721898.
- Rostovtzeff, M. (1920). 《The Sumerian Treasure of Astrabad》. 《The Journal of Egyptian Archaeology》 6. 4–27쪽. doi:10.1177/030751332000600102. S2CID 192222914.
- 《The Contribution of Russia to Learning》. 《The Quarterly Review》 233. April 1920. 272–287쪽.

### 도서
- Studien zur Geschichte des römischen Kolonates. 1910.
- Античная декоративная живопись на Юге России. 2 volumes 1913/1914.
  - 불어 번역본 및 추가 해설: La peinture décorative antique en Russie Méridionale. Paris: De Boccard, 2004.
- 로마 제국의 탄생(The Birth of the Roman Empire). 1918.
- 남부 러시아의 이란인과 그리스인(Iranians and Greeks in South Russia). Oxford: Clarendon Press, 1922.
- 기원전 3세기 이집트의 대규모 농장: 경제사 연구(A large estate in Egypt in the third century B.C. A study in economic history). Madison: University of Wisconsin, 1922.[14]
- 스키티아와 보스포루스(Skythien und der Bosporus). 1925.
- 로마 제국의 사회 경제사(The Social and Economic History of the Roman Empire). 1926. (독일어 개정판 1931년, 이탈리아어 추가 개정판 1933년) (P.M. 프레이저 개정 2판, 옥스포드, 1957년)
- 고대 세계사: 제1권 오리엔트와 그리스(A History of the Ancient World: Volume I The Orient and Greece). Oxford: 클라렌돈 프레스, 1926.
- 고대 세계사: 제2권 로마(A History of the Ancient World: Volume II Rome). Oxford: Clarendon Press, 1927.
- 신비로운 이탈리아(Mystic Italy). New York: Henry Holt, 1927. (브라운 대학교, 콜버 강좌 시리즈)
- 카라반 도시(Caravan Cities). Oxford: Clarendon Press, 1932. (책 형태로 처음 출판된 것은 O Blijnem Vostoke. Paris, 1931.)[a]
- 두라-유로포스와 그 예술(Dura-Europos and Its Art). 1938.
- 헬레니즘 세계의 사회 경제사(The Social and Economic History of the Hellenistic World). Oxford: Clarendon Press, 1941. (2판 1953년)

## 내용주
1. ↑  1932년 영어판은 저자가 근동 지역으로 추가 여행을 다녀온 후 1931년 초판에서 대폭 수정되었다.

## 인용된 출처
- Bongard-Levin, Grigory, 편집. (1997). 《Скифский роман》 [Scuthial novel] (러시아어). Moskow: ROSSPEN. ISBN 5-86004-104-7.

## 더 읽어보기
- Alipov, P. A. (2009). 《Историк М. И. Ростовцев: научный успех эмигранта》 [Historian M. I. Rostovtsev: scientific success of an emigrant]. 《The New Historical Bulletin》 (러시아어) 10. 128–133쪽. ISSN 2072-9286.
- Bongard-Levin, G.M. The great Russian historian M. Rostovtsev in the USA: The years of exile. Lewiston, NY: Edwin Mellen Press, 1999 (in Russian, ISBN 978-0-7734-3226-0).
- Bowersock, G.W. "Rostovtzeff in Madison" in American Scholar, Spring 1986, Vol. 55 Issue 3, pp. 391–400.
- Fichtner, Nadezda (2020). Der Althistoriker Michail Rostovtzeff. Wissenschaft und Politik im vorrevolutionären und bolschewistischen Russland (1890–1918) [The Classical Historian Michael Rostovtzeff. Science and politics in pre-revolutionary and Bolshevik Russia (1890-1918)]. Philippika, vol. 142. Wiesbaden: Harrassowitz, ISBN 978-3-447-11450-9.
- Hopkins, Clark. The discovery of Dura-Europos. New Haven: Yale University Press, 1979 (ISBN 978-0-300-02288-9).
- 모밀리아노, 아르날도. "M.I. 로스토프체프" in The Cambridge Journal, 1954, 7, pp. 334–346. Studies in historiography (The Academy Library, TB 1288). New York: Harper Torchbooks, 1966, pp. 91–104. Studies on Modern Scholarship. Berkeley: University of California Press, 1994 (paperback, ISBN 978-0-520-08545-9), pp. 32–43.
- Reinhold, Meyer. "Historian of the Classic World: A Critique of Rostovtzeff", Studies in Classical History and Society (American Classical Studies; 45). New York: Oxford University Press, 2002 (ISBN 978-0-19-514543-4), pp. 82–100.
- Shaw, Brent D. "Under Russian eyes: [Review article]", The Journal of Roman studies, Vol. 82. (1992), pp. 216–228.
- Wes, Marinus A. Michael Rostovtzeff, historian in exile: Russian roots in an American context (Historia-Einzelschriften; 65). Stuttgart: Franz Steiner Verlag, 1990 (ISBN 978-3-515-05664-9).
- Reviewed by Brent D. Shaw in The Journal of Roman Studies, Vol. 82. (1992), pp. 216–228.
- Wes, Marinus A. "The Russian background of the young Rostovtzeff", Historia: Zeitschrift für Alte Geschichte, Vol. 37, No. 2. (1988), pp. 207–221.
- Wes, Marinus A. "The Correspondence between Rostovtzeff and Westermann. A Note on 가에타노 데 산크티스", Historia: Zeitschrift für Alte Geschichte, Vol. 42, No. 1. (1993), pp. 125–128.